# Szanaa kormányzóság

Szanaa kormányzóság elhelyezkedése Jemenen belül

Szanaa kormányzóság (arabul محافظة صنعاء [Muḥāfaẓat Ṣanʿāʾ]) Jemen huszonegy kormányzóságának egyike. Az ország nyugati részén fekszik, a külön kormányzóságot alkotó főváros, Szanaa körül, amely mindazonáltal székhelyéül szolgál. Északnyugaton Amrán, északnyugaton el-Dzsauf, délkeleten Bajdá, délen Dzamár, délnyugaton Rajma, el-Hudajda és el-Mahvít kormányzóság határolja. Területe 13 730 km², népessége a 2004-es népszámlálási adatok szerint 919 215 fő.

## Fordítás
Ez a szócikk részben vagy egészben  a   Governorates of Yemen című angol Wikipédia-szócikk ezen változatának fordításán alapul.  Az eredeti cikk szerkesztőit annak laptörténete sorolja fel. Ez a jelzés csupán a megfogalmazás eredetét és a szerzői jogokat jelzi, nem szolgál a cikkben szereplő információk forrásmegjelöléseként.